# فی داناوی
فِی داناوِی (به انگلیسی: Faye Dunaway) (زاده ۱۴ ژانویه ۱۹۴۱) بازیگر آمریکایی است که برندهٔ جوایز متعدد از جمله یک اسکار، سه گلدن گلوب، یک بفتا و یک امی شده‌است.

## زندگی هنری
داناوی برنده یک جایزه اسکار بهترین بازیگر نقش اول زن برای نقش‌آفرینی در فیلم شبکه (۱۹۷۶) شد. او بیشتر برای بازی در فیلم‌های تحسین‌شدهٔ بانی و کلاید (۱۹۶۷) و محله چینی‌ها (۱۹۷۴) نامزد این جایزه شده‌بود. او در فیلم‌های گوناگونی از جمله، ماجرای توماس کراون (۱۹۶۸)، آسمانخراش جهنمی (۱۹۷۴)، سه روز کرکس (۱۹۷۵) و مامان عزیزترین (۱۹۸۱) بازی کرده‌است.

## فیلم‌شناسی
| عنوان فیلم                                          | سال  | نقش                  | کارگردان         | توضیحات                                                        |
| --------------------------------------------------- | ---- | -------------------- | ---------------- | -------------------------------------------------------------- |
| اتفاق                                               | ۱۹۶۷ | سندی                 | الیوت سیلورستاین |                                                                |
| بشتاب غروب                                          | ۱۹۶۷ | لو مکداول            | اتو پرمینگر      | برنده جایزه آینده دارترین بازیگر نقش اصلی در جشنواره بفتا ۱۹۶۸ |
| بانی و کلاید                                        | ۱۹۶۷ | بانی پارکر           | آرتور پن         | نامزد اسکار بهترین بازیگر نقش اول زن                           |
| ماجرای توماس کراون                                  | ۱۹۶۸ | ویکی اندرسون         | نورمن جویسون     |                                                                |
| مکانی برای عشاق                                     | ۱۹۶۸ | جولیا                | ویتوریو دسیکا    |                                                                |
| دریانورد استثنایی                                   | ۱۹۶۹ | جنیفر وینسلو         | جان فرانکن هایمر |                                                                |
| سازش                                                | ۱۹۶۹ | گوئن                 | الیا کازان       |                                                                |
| بزرگمرد کوچک                                        | ۱۹۷۰ | خانم لوئیس پاندریک   | آرتور پن         |                                                                |
| معمای بچه سقوط کرده                                 | ۱۹۷۰ | لو آندریاس سند       | جری شاتزبرگ      |                                                                |
| تله مرگبار                                          | ۱۹۷۱ | جیل                  | رنه کلمان        |                                                                |
| داک                                                 | ۱۹۷۱ | کتی الدر             | فرانک پری        |                                                                |
| نفت خام اوکلاهما                                    | ۱۹۷۳ | لنا دویل             | استنلی کریمر     |                                                                |
| سه تفنگدار                                          | ۱۹۷۳ | میلیدی دوینتر        | ریچارد لستر      |                                                                |
| محله چینی‌ها                                         | ۱۹۷۴ | اولین کراس مولری     | رومن پولانسکی    | نامزد اسکار بهترین بازیگر نقش اول زن                           |
| آسمانخراش جهنمی                                     | ۱۹۷۴ | سوزان فرانکلین       | جان گیلرمین      |                                                                |
| چهار تفنگدار                                        | ۱۹۷۴ | میلیدی دوینتر        | ریچارد لستر      |                                                                |
| سه روز کرکس                                         | ۱۹۷۵ | کتی هیل              | سیدنی پولاک      |                                                                |
| سفر نفرین‌شده                                        | ۱۹۷۶ | دنیس کریسلر          | استوارت روزنبرگ  |                                                                |
| شبکه                                                | ۱۹۷۶ | دایانا کریستنسن      | سیدنی لومت       | برنده اسکار بهترین بازیگر نقش اول زن                           |
| چشمان لورا مارس                                     | ۱۹۷۸ | لورا مارس            | اروین کرشنر      |                                                                |
| قهرمان                                              | ۱۹۷۹ | آنی                  | فرانکو زفیرلی    |                                                                |
| اولین گناه کبیره                                    | ۱۹۸۰ | باربارا دلانی        | برایان جی هاتن   |                                                                |
| مامان جون                                           | ۱۹۸۱ | جوآن کراوفورد        | فرانک پری        |                                                                |
| بانوی شرور                                          | ۱۹۸۳ | بانو باربارا اسکلتون | مایکل وینر       |                                                                |
| آزمون سخت برای اثبات بی‌گناهی                        | ۱۹۸۴ | ریچل آرجیل           | دزموند دیویس     |                                                                |
| سوپرگرل                                             | ۱۹۸۴ | سلنا                 | جین‌نات وارک      |                                                                |
| بارفلای                                             | ۱۹۸۷ | واندا ویلکاکس        | باربت شرودر      |                                                                |
| گذرگاه نیمه‌شب                                       | ۱۹۸۸ | هلن بارتون           | راجر هالزبرگ     |                                                                |
| قمار                                                | ۱۹۸۸ | ماتیلدا ون والنشتین  | کارلو وانزینا    |                                                                |
| راز سوزاننده                                        | ۱۹۸۸ | خانم سونیا تاشمن     | اندرو بیرکین     |                                                                |
| کریستال یا خاکستر، آتش یا باد، تا زمانی که عشق باشد | ۱۹۸۹ | خانم کولبرت          | لینا ورتمولر     |                                                                |
| تا بهار صبر کن، باندینی (فیلم)                      | ۱۹۸۹ | خانم هیلدگارد        | دومنیک درودر     |                                                                |
| سرگذشت ندیمه                                        | ۱۹۹۰ | سرنا جوی             | فولکر اشلوندورف  |                                                                |
| دو جیک                                              | ۱۹۹۰ | اولین کراس مولری     | جک نیکلسون       |                                                                |
| سوزاننده‌ها                                          | ۱۹۹۱ | تائیس                | دیوید بیارد      |                                                                |
| رویای آریزونا                                       | ۱۹۹۳ | الین استاکر          | امیر کوستوریتسا  |                                                                |
| دما                                                 | ۱۹۹۳ | چارلینه توان         |                  |                                                                |
| دون خوان دی مارکو                                   | ۱۹۹۵ | مریلین میکلر         | جرمی لون         |                                                                |
| الکلی‌ها                                             | ۱۹۹۵ | بکی                  | پیتر کوئن        |                                                                |
| دانستون بررسی می‌کند                                 | ۱۹۹۶ |                      |                  |                                                                |
| تمساح آلبینو                                        | ۱۹۹۶ | جنت بوردوکس          | کوین اسپیسی      |                                                                |
| گرگ و میش گلدها                                     | ۱۹۹۶ | فیلیس گلد            |                  |                                                                |
| اتاق گاز                                            | ۱۹۹۶ | لی کیهال بوون        | جیمز فولی        |                                                                |
| در ستایش زنان مسن                                   | ۱۹۹۷ |                      |                  |                                                                |
| جیا                                                 | ۱۹۹۸ | ویلهلمینا کوپر       | مایکل کریستوفر   | برنده جایزه گلدن گلوب بهترین بازیگر نقش مکمل زن                |
| عشق دروغ خونین                                      | ۱۹۹۹ | جوزفین باتلر         |                  |                                                                |
| مسئله توماس کراون                                   | ۱۹۹۹ | روان‌پزشک             | جان مک تیرنان    |                                                                |
| پیام آور: داستان ژاندارک                            | ۱۹۹۹ | یولند آراگون         | لوک بسون         |                                                                |
| محوطه                                               | ۲۰۰۰ | کیتی اولچین          | جیمز گری         |                                                                |
| ال پادرینو                                          | ۲۰۰۲ |                      |                  |                                                                |
| افق کور                                             | ۲۰۰۳ |                      |                  |                                                                |
| ال پادرینو                                          | ۲۰۰۴ |                      |                  |                                                                |
| باران                                               | ۲۰۰۶ | ایزابل هادسون        | کریگ دی بونا     |                                                                |
| باشگاه کوگر                                         | ۲۰۰۷ |                      |                  |                                                                |
| به روسی بگو                                         | ۲۰۰۷ |                      |                  |                                                                |
| نسل ژن                                              | ۲۰۰۷ |                      |                  |                                                                |
| خشم                                                 | ۲۰۰۸ | مادره                |                  |                                                                |
| تلنگر                                               | ۲۰۰۸ | آن مکنزی             |                  |                                                                |
| مجیک استون                                          | ۲۰۰۹ | فیلمونا              |                  |                                                                |
| طعمه                                                | ۲۰۰۹ | تراپیست              |                  |                                                                |
| ۲۱ و یک بیداری                                      | ۲۰۰۹ | رز تورن              |                  |                                                                |
| بای بای من                                          | ۲۰۱۷ | ویدو ردموند          | استیسی تیتل      |                                                                |
| پرونده‌ای برای مسیح                                  | ۲۰۱۷ | دکتر روبرتا واترز    |                  |                                                                |
| غیرقابل تصور                                        | ۲۰۱۷ | دانا                 | جاناتان بیکر     |                                                                |
| مردی که خدا را ترسیم کرد                            | ۲۰۲۲ | تاشا                 |                  |                                                                |

## تلویزیون
- سیزده در شام ۱۹۸۵
- کازانووا ۱۹۸۷
- ستوان کلمبو ۱۹۹۳
- قصه‌های جزیره ۱۹۹۵
- آلیاس ۰۳–۲۰۰۲
- سی‌اس‌آی ۲۰۰۶
- آناتومی گری ۲۰۰۹

## تئاتر
- تارتوف ۱۹۶۵
- کاندیدا ۱۹۷۱
- اتوبوسی به نام هوس ۱۹۷۳